# STARHAWK
『STARHAWK』（スターホーク）は、SCEサンタモニカスタジオにより開発され、2012年5月10日にPlayStation 3専用として発売されたTPS。ストーリーモードも搭載しているが、オンライン専用のつくりとなっている。シングルプレイヤーモードでは主人公「エメット・グレイブス」を操る。

## システム
本作品は銃撃による戦闘を行うだけではなく、「ビルド＆バトル」システムで乗り物や建物も作ることができる。ボタン1つで、防護壁、銃座、乗り物が格納されているガレージなどが、はるか大気圏にあるドロップシップから投下され、リアルタイムで建てられる。銃を撃って敵を倒すことで、「リフトエネルギー」を確保し、ある程度の必要なエネルギーの量が溜まれば、目的の建物を建てることができる。

## 世界観
銀河の片隅に位置する「ダスト星」。その地で、宇宙の荒野の開拓者「リフター」たちは、遠く離れた故郷のため、貴重な資源「リフトエネルギー」を掘り続けていた。一方で「リフトエネルギー」に汚染され、かつて人間であったことも想像できないほどに変身した残忍な種族「アウトキャスト」もまた、生きていくためにこの「リフトエネルギー」を求めていた。そして、「ダスト星では2つの派閥」による攻防が、日々繰り広げられていた。

## ストーリー
リフトエネルギーにさらされたことにより部分的に変異し、はみ出し者となりながらも、超人的な強さを手に入れた雇われたガンマンのエメット・グレイプスは、対アウトキャストの紛争に巻き込まれてしまう。
エメットは自分が生まれ育った町・ホワイトサンドのジョナス・クレイトン市長から、町の人々をアウトキャストの襲撃から守るため、そして「リフトエネルギー」を確保するために依頼を受けることになる。
仕事の相棒でエンジニアのシドニー・カッターと共に久しぶりに故郷に戻ったエメットは、ダスト星の採掘場が猟奇的な「アウトロー」が率いるアウトキャストの群れの襲撃にあっている事を知り、さっそく仕事に取り掛かった。戦いの中、エメット
はアウトローと対峙し、こうして壮絶な戦いの火蓋が切られたのであった。
そして、アウトロキャストとリフターの対立には、自分の家族がまつわる重大な事実が隠されていることを知るエメット。自分の家族、そして自分が守ると誓った人々。この戦いは、エメットの内なる葛藤の始まりでもあった―。

## ルール
以下のゲームモードでゲームが行われる。プレイヤーは好みのルールのサーバーに任意で参加する。基本的にどちらかのチームがノルマを達成するかタイムアップ時点で優勢だったほうが勝利となる。デスマッチを除き2チームによるチーム戦。
デスマッチ（未実装）
全プレイヤーが敵同士となり相手を撃破する。最初に規定撃破数を達成したプレイヤーの勝利。
チームデスマッチ
チームに分かれて相手兵士を撃破しあう。先にチームメンバーの撃破数の合計が規定数に達したチームの勝利。
旗取り戦
相手チームにある敵チームの旗を奪う。奪った旗を自陣に持ち帰ると1ポイント。先に規定本数奪ったチームの勝利。ただし、所持者が撃破された場合は旗を落とし、相手チームのメンバーが規定時間旗のそばにいるか、一定時間が過ぎると旗は元の位置に戻る。また、自陣に自チームの旗がないとポイントにならない。
占領戦（未実装）
マップ上に複数個ある拠点を占領する。拠点の数、レベル、効果範囲の接触具合によって一定時間ごとにスコアが加算。先に規定ポイントを稼いだチームの勝利。

## 乗り物
ホーク
定員は1人、このゲームの主役。フライトモードとメカモードがあり、ボタン一つで自由自在に変形可能。地上戦においてメカモードは両腕に強力な銃火器を持つ。
レーザーバック(四輪駆動車)
定員は3人（1人が操縦士、1人が助手席（手持ち武器で攻撃可）、1人が機銃砲座）、素早い移動速度で陸上を駆け巡る。旗所持者は操縦不可。
ジェットパック
1人用飛行装備、装備することで空を自由に飛びまわることが可能。飛行中はジェットパックのエネルギーを消費する。
サイドワインダー
バイク。武器は無い。一人乗り。とても高速で移動できるため、ゾーンおよびCTFでは有効。
オックス重戦車
二人乗り。連装の主砲は強力で、数発で建物を破壊できる。助手席は手持ちの武器で攻撃が可能。